# پاین‌بروک (کالیفرنیا)
پاین‌بروک (به انگلیسی: Pinebrook) یک منطقهٔ مسکونی در ایالات متحده آمریکا است که در شهرستان کالاوراس، کالیفرنیا واقع شده‌است. پاین‌بروک ۱٬۲۴۲ متر بالاتر از سطح دریا واقع شده‌است.